# Scottish Professional Championship 1981
Die Scottish Professional Championship 1981 war ein professionelles Snookerturnier ohne Einfluss auf die Snookerweltrangliste (Non-ranking-Turnier), das vom 24. bis zum 26. April 1981 im Rahmen der Saison 1980/81 im Cumbernauld Theatre im schottischen Cumbernauld zur Ermittlung des schottischen Profimeisters ausgetragen wurde. Sieger wurde Ian Black, der im Finale gegen Matt Gibson seinen einzigen Titel bei einem Profiturnier gewann. Angaben über das Preisgeld und das höchste Break sind unbekannt.

## Turnierverlauf
Mit acht Teilnehmern nahmen so viele Spieler wie noch nie an der Scottish Professional Championship teil. Neben den beiden Vorjahresteilnehmern Eddie Sinclair und Chris Ross waren das sechs weitere Schotten, die für den Zeitpunkt des Turnieres bei der Datenbank CueTracker noch als Amateure geführt werden, laut dem Chris Turner’s Snooker Archive aber bereits Profispieler waren. Möglich wäre es, dass ihre Anträge an die World Professional Billiards & Snooker Association zum Beitritt in die Profitour bereits bewilligt gewesen waren, in jedem Falle wurden sie nämlich wenige Monate später zum Beginn der nächsten Saison Profispieler. Das Turnier selbst wurde im K.-o.-System mit aufsteigenden Best-of-Modi gespielt.

|  | Viertelfinale Best of 9 Frames | Viertelfinale Best of 9 Frames |                  |   | Halbfinale Best of 11 Frames | Halbfinale Best of 11 Frames |  |  | Finale Best of 21 Frames | Finale Best of 21 Frames |
|  |                                |                                |                  |   |                              |                              |  |  |                          |                          |
|  | Eddie Sinclair                 | 0                              |                  |   |                              |                              |  |  |                          |                          |
|  | Jim Donnelly                   | 5                              |                  |   |                              |                              |  |  |                          |                          |
|  | Jim Donnelly                   | 5                              | Jim Donnelly     | 4 |                              |                              |  |  |                          |                          |
|  |                                |                                | Jim Donnelly     | 4 |                              |                              |  |  |                          |                          |
|  |                                | Matt Gibson                    | 6                |   |                              |                              |  |  |                          |                          |
|  | Matt Gibson                    | Matt Gibson                    | 6                | 5 |                              |                              |  |  |                          |                          |
|  | Matt Gibson                    |                                |                  | 5 |                              |                              |  |  |                          |                          |
|  | Bert Demarco                   | 3                              |                  |   |                              |                              |  |  |                          |                          |
|  |                                |                                | Matt Gibson      | 7 |                              |                              |  |  |                          |                          |
|  |                                | Ian Black                      | 11               |   |                              |                              |  |  |                          |                          |
|  | Chris Ross                     | 3                              |                  |   |                              |                              |  |  |                          |                          |
|  | Eddie McLaughlin               | 5                              |                  |   |                              |                              |  |  |                          |                          |
|  | Eddie McLaughlin               | 5                              | Eddie McLaughlin | 3 |                              |                              |  |  |                          |                          |
|  |                                |                                | Eddie McLaughlin | 3 |                              |                              |  |  |                          |                          |
|  |                                | Ian Black                      | 6                |   |                              |                              |  |  |                          |                          |
|  | Ian Black                      | Ian Black                      | 6                | 5 |                              |                              |  |  |                          |                          |
|  | Ian Black                      |                                |                  | 5 |                              |                              |  |  |                          |                          |
|  | Murdo MacLeod                  | 4                              |                  |   |                              |                              |  |  |                          |                          |